# Hiperuricemija
Hiperuricemija je povećanje koncentracije urične kiseline (mokraćna kiselina) u krvi, na razinu iznad fiziološke granice od 360 µmol/L (6 mg/dL) za žene i više od 400 µmol/L (6.8 mg/dL) za muškarce.
Urična kiselina nastaje metabolizmom purina, a izlučuje se bubregom. 
Do povišenja urične kiseline može doći zbog:
- povećanja stvaranja - npr. dijeta bogata purinima, anomalija enzima koji metaboliziraju purine, maligne bolesti
- smanjenja izlučivanja - npr. bubrežne bolesti, uzrokovano lijekovima (npr. diuretici, salicilati, ciklosporini)